# Borboropactus vulcanicus
Borboropactus vulcanicus är en spindelart som först beskrevs av Carl Ludwig Doleschall 1859.  Borboropactus vulcanicus ingår i släktet Borboropactus och familjen krabbspindlar. Inga underarter finns listade.